# حسنی عبد ربه
حسنی عبد ربه (عربی: حسني عبد ربه عبد المطلب إبراهيم؛ زادهٔ ۱ نوامبر ۱۹۸۴) یک بازیکن فوتبال اهل مصر است.

## باشگاهی
از باشگاه‌هایی که در آن بازی کرده‌است می‌توان به باشگاه فوتبال النصر عربستان سعودی، استراسبورگ، باشگاه فوتبال الاتحاد، باشگاه فوتبال الاهلی امارات، و باشگاه ورزشی اسماعیلی اشاره کرد.

## تیم ملی
وی همچنین در تیم ملی فوتبال مصر بازی کرده است.